# 五胡

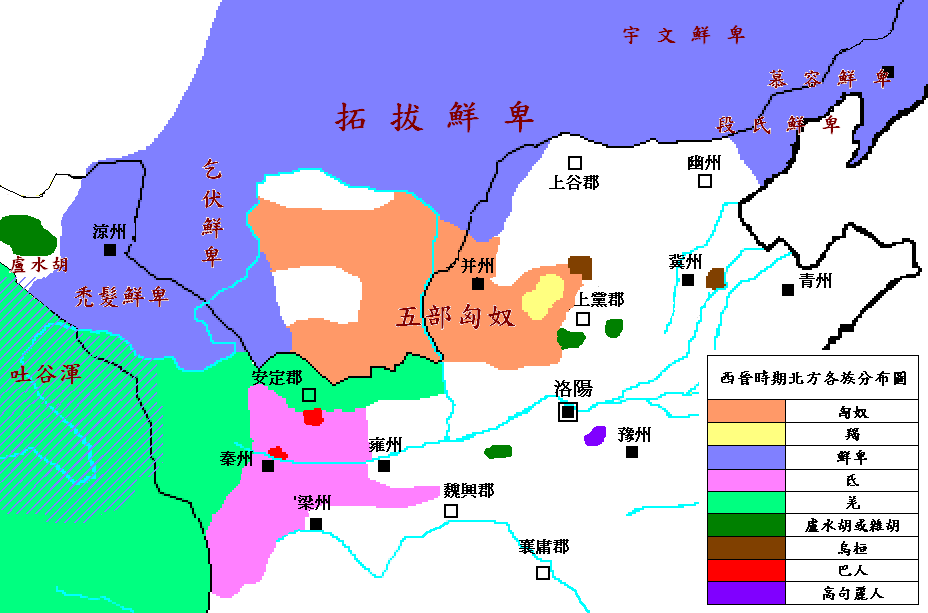
西晋時代の北方遊牧民族の領域

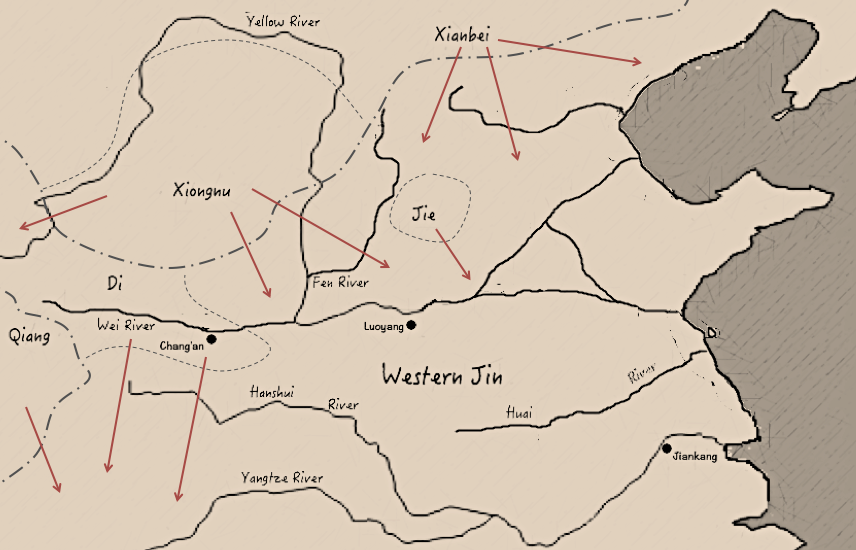
西晋末期に移動した北方遊牧民族の進路

五胡（ごこ）は、中国の3 - 4世紀に、北方や西方から中国に移住した匈奴・鮮卑・羯・氐・羌の5つの非漢民族（少数民族）を指す。これらの部族が五胡十六国時代に次々と中国北部を中心に国家を建てた晋代ごろから使われ始めた。
五胡十六国時代に国を建てた少数民族はこの5つ以外にもおり、五という数字に実数の意味はない。五胡が匈奴・鮮卑・羯・氐・羌を指すことが一般化したのは十三世紀ごろである可能性が高い。また、この5つの民族のみでなく3 - 4世紀ごろに移住した少数民族の総称として使用されることもある。

## 概要
漢代までの中国は農民が城内に住んで農耕をしていたのに対して、おもに後漢代から中国に移住した匈奴などの遊牧民族は集落を作って、放牧あるいは半農半牧の生活をして独自の天子や単于の子孫を推戴していた。しかし集団を保っているとはいえ中国に臣属しているので戦闘力として頻繁に使われた。晋代には異民族を境外に移住させる論争（徙戎論）もあったが、八王の乱が起きると諸王が異民族を利用して権力を争い、中国北部を中心に国家を建てた五胡をはじめとする異民族王朝の台頭のきっかけとなった。

## 五胡の民族

### 匈奴
秦漢帝国と対峙した北方遊牧民族である匈奴は、漢の武帝の征討等によって次第に国力が衰微すると後漢代に分裂し、西走したものを北匈奴、呼韓邪単于（日逐王）の統制下で華北に移住したものが南匈奴と呼ばれる。後漢や三国魏の抑圧を受けながら南匈奴は漢民族と混在して農耕を受け入れ、定住化し、人口も西晋時代には100万を超えていた。
304年、南匈奴の劉淵が漢王を称して西晋から独立し、劉淵が建てた漢（前趙）は西晋を滅ぼして五胡十六国時代の幕を開けた。同じく五胡十六国時代の407年には南匈奴の末裔を名乗る匈奴鉄弗部の赫連勃勃が夏を建国した。

### 羯
羯（けつ）は漢代は匈奴に服属していた北西部の遊牧民であり、政治・文化的に匈奴の影響を受けていた。月氏、康居類縁のトカラ系民族、東イラン系など諸説あり、その特徴は目が窪み鼻が高く髭の濃い顔立ちであったという記録があることから、西方系の種族中心の混血であると推測される。
羯族は石勒の統制下で前趙を滅ぼして華北の大部分を征服した後趙を建てた。後趙が衰退すると、349年に漢人の部将冉閔が羯族を大量に殺し、その後羯族はほぼ歴史から姿を消した。

### 鮮卑
鮮卑はモンゴル系民族であるとされ、北東部で半牧半農の生活をしていた民族であるが、匈奴が衰退した後漢代にモンゴル高原に覇を唱えていた。180年ごろには檀石槐の統制下で全盛期を迎え、領土を拡大して後漢政府を苦しめた。檀石槐の死後、鮮卑は分裂して後漢や三国魏に懐柔された。その後も統一勢力が出ることはなく、遼西に宇文部・段部・慕容部、陰山北部に拓跋部、さらに西部の小部族が河西や隴西に点在した。
慕容部は慕容廆が遼西に勢力を築き、それを継承した慕容皝が前燕を建てた。前燕は氐族（後述）の前秦に滅ぼされたが、前秦が衰退するとその後継国家として後燕や西燕（十六国に含まれない）が建てられた。南燕は後燕から独立した国家である。いずれも慕容部が建てたが、後燕から簒奪した北燕の創建者の慕容雲は高句麗人である。南涼や西秦などの国家は、西方に点在していた西部鮮卑によって建てられた。拓跋部は慕容部よりも遅れて中国化したが、北方に代国を建て、代国は国号を魏に変えて北魏として華北を統一して五胡十六国時代を終わらせた。段部や宇文部は慕容部に滅ぼされるが、南北朝時代には宇文部の子孫が北周を建てた。

### 氐
氐族はチベット系遊牧民族で西部の甘粛省・陝西省・四川省に居住していたが、前漢時代には農耕に移行し始めていた。後漢は安撫政策を使ったため、関係は安定していた。しかし三国時代になると征討や強制移住をされ、関中や天水に流入した。また、魏と蜀の両政権に組み込まれた。
氐族の苻洪は後趙に従っていたが、後趙の混乱に乗じて独立して前秦を建てた。前秦は三代目の苻堅の時代に最盛期を迎え、拡大して華北を統一した。その際、西域の平定に向かわせた同じく氐族の呂光が淝水の戦いでの前秦の大敗を聞くと独自の国を立てて後涼とした。

### 羌
羌族は氐族とともに最も古くみえる部族の一つであり、同じくチベット系で西部の甘粛省・陝西省・四川省に居住していた。前漢時代には分散と連合を繰り返しながら匈奴と連携していた。後漢に服属すると華北各地に点在したが、後漢末に農耕化も進み、人口が増えるとたびたび反乱して後漢にとって脅威となった。三国時代の政権にはそれぞれの国家に戦闘力として利用された。
前秦の瓦解後、羌族の姚萇が独立して後秦を建て、2代目の姚興の代に最盛期を迎えて華北の西部を従えた。

## その他の少数民族

### 丁零
丁零はモンゴル高原北地を故地とするトルコ系の遊牧民族である。鮮卑が檀石槐の死後に勢いを失うと南下して三国時代には戦闘力と使われるなど、中国内地に部分的に住んでいた。基本的に丁零の翟氏は華北の国に服属していたが、後燕から独立して翟魏（十六国に含まれない）を建てた。

### 巴賨
後漢末以来、渭水上流の略陽に割拠した氐族系の巴族と考えられる。296年、斉万年の乱や関中一帯の飢饉に遭い大量の流民が発生すると、その酋長である李特により漢中へ南下した。304年、西晋から自立して成漢を建て、四川にその勢力を築いていた。

### 盧水胡
397年、北涼を建てた沮渠蒙遜の出身の盧水胡は、匈奴や月氏などその起源に諸説あるが、政治・文化的に匈奴の影響を受けていた。

### 高句麗
高句麗は前漢の農耕社会の影響を受けて、1世紀には河北・山西地方にまで侵入するなど、後漢朝廷の脅威となった。後漢末、遼東に割拠した公孫氏と結託して勢力を伸ばしたが、公孫氏が三国魏により滅ぼされると、その圧力に押され始めた。244年、毌丘倹により首都が陥落され、族民の一部が滎陽へ移住して西晋にも服属していた。五胡十六国時代の華北政権にも服属し、前燕や後燕とたびたび覇権を争った。北燕の創建者の慕容雲（高雲）は前燕に敗れた際に移住した高句麗の王族である。